# Линц, Хуан
Хуан Линц (Хуан Хосе Линц, нем. Juan Linz, Juan José Linz, полное имя — исп. Juan José Linz Storch de Gracia; 24 декабря 1926, Бонн — 1 октября 2013, Нью-Хейвен) — американский политолог, профессор политических наук в Йельском университете, автор классических трудов по теории тоталитарных и авторитарных политических режимов, различным формам перехода к демократии.

## Биография
С 1961 года был почетным профессором социологии и политологии Йельского университета, а позднее также почетным членом научного совета Института Хуана Марча. Наиболее известен работами по авторитарным политическим режимам и демократизации.